# Ona jezik
Ona jezik (aona, selknam, shelknam; ISO 639-3: ona), danas izumrli jezik (Adelaar 2000) porodice čon kojim su govorili pripadnici istoimenog plemena Ona s Ognjene zemlje u Argentini i Čileu.
Postojala su dva dijalekta sjeverni i južni, odnosno Ona-Šelk'nám ili južni i Onakojuká sjeverni kako su se ove dvije skupine Onasa nazivale. Bila su svega 2 govornika 1991 (W. Adelaar). Posljednja punokrvna pripadnica Virginia Choinquitel, umrla je 1999. Nešto mješanaca danas se služi španjolskim.

## Vanjske poveznice
- Ethnologue (14th)
- Ethnologue (15th)